# Anahita

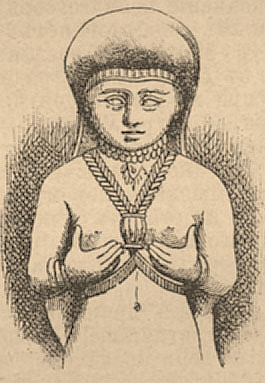
Anahita

Anahita o Anāhitā en llengua avèstica, és el nom d'una figura cosmològica indoirànica, venerada com la divinitat de les aigües (Aban), associada amb la fertilitat, la sanació i la saviesa. Segons els textos sagrats, Aredvi Sura Anahita no només és una divinitat, sinó també el naixement del riu del món i el (nom del) riu del món en si. La llegenda cosmològica diu que totes les aigües del món creat per Ahura Mazda s'originen en la font Aredvi Sura Anahita, que done prosperitat a tots els països. Aquesta font és al cim de la muntanya del món anomenada Hara Berezaiti, entorn de la qual gira el cel i que és al centre de l'Airyanem Vaejah, la primera de les terres creades per Mazda. Els historiadors grecs i romans de l'antiguitat clàssica s'hi refereixen com Anaitis o identificada amb el nom d'una de les divinitats del seu propi panteó. Un asteroide porta el seu nom.